# Niszczyciele typu Östergötland
Niszczyciele typu Östergötland – typ szwedzkich niszczycieli z końca lat 50. XX wieku, w służbie do 1982 roku. Ostatni wybudowany dotychczas typ dużych okrętów wojennych dla szwedzkiej marynarki wojennej.
Projekt niszczycieli typu Östergötland powstał w latach 1952–1953. Ze względów oszczędnościowych oparty był na konstrukcji niszczycieli typu Öland, nie zaś większych i droższych typu Halland. Cztery jednostki typu były wybudowane w dwóch stoczniach: Götaverken AB i Eriksberg Mekaniska Verkstad AB w Göteborgu. W pracach wykończeniowych na niszczycielu "Hälsingland" brała udział także stocznia Kockums AB w Malmö.
Niszczyciele typu Östergötland miały klasyczną konstrukcję ze spawanym stalowym kadłubem i nadbudówkami. Napęd okrętów stanowiły dwie turbiny parowe typu DeLaval, zasilane w parę przez dwa kotły Babcock & Wilcox i napędzające dwie śruby. Łączna moc siłowni wynosiła 47 000 KM. Niszczyciele były uzbrojone w dwa podwójne działa kal. 120 mm, umieszczone w wieżach artyleryjskich na dziobie i rufie. Artylerię przeciwlotniczą stanowiło pięć (na "Östergötland" siedem) dział Bofors M/48E kal. 40 mm. Ponadto okręty posiadały dwie potrójne wyrzutnie torped kal. 533 mm, miotacz pocisków POP Squid, dwie wyrzutnie bomb głębinowych i mogły zabierać na pokład do 58 min morskich.
Niszczyciele przeszły modernizację uzbrojenia w latach 60., gdy w miejsce rufowej armaty przeciwlotniczej zainstalowano na nich wyrzutnię przeciwlotniczych pocisków rakietowych Sea Cat. Dla skompensowania wzrostu ciężaru zdemontowano obie potrójne wyrzutnie torpedowe, instalując w zamian jedną pięciorurową.
W czasie służby w marynarce szwedzkiej okręty odwiedzały porty zagraniczne, między innymi Kopenhagę, Hamburg, Amsterdam, Leningrad i Rygę. W 1965 roku "Södermanland" przebywał z wizytą w Gdyni.

## Okręty
- "Östergötland" (numer taktyczny J20) – położenie stępki w stoczni Götaverken AB 1 września 1955, wodowanie 8 maja 1956, wejście do służby 3 marca 1958;
- "Södermanland" (J21) – położenie stępki w stoczni Eriksberg Mekaniska Verkstad AB 1 czerwca 1955, wodowanie 28 maja 1956, w służbie od 27 lipca 1958;
- "Gästrikland" (J22) – położenie stępki w Götaverken AB 1 października 1955, wodowanie 6 czerwca 1956, w służbie od 14 stycznia 1959;
- "Hälsingland" (J23) – położenie stępki w Eriksberg Mekaniska Verkstad AB 1 października 1955, wodowanie 14 stycznia 1957, przyjęcie do służby 17 czerwca 1959.

Wszystkie cztery niszczyciele zostały wycofane ze służby 1 lipca 1982 roku i sprzedane na złom do Hiszpanii.